# Kurdistan Iraquià
El Kurdistan del Sud (kurd: Başûrê Kurdistanê) o Regió del Kurdistan (kurd: Herêmî Kurdistanî) és un territori autònom kurd sota administració del Govern Regional del Kurdistan i que forma part de la República de l'Iraq. Limita a l'est amb Iran, al nord amb Turquia, a l'oest amb Síria i al sud amb la resta de l'Iraq. La capital és la ciutat d'Arbil.

## Geografia
El punt més alt és el Chikah Dar (Tenda Negra). El riu principal és el Zab; el Tigris creua una part de la regió entre Turquia i l'Iraq. La superfície és de 40.643 km² i la població al cens del 2002 és de 3.757.058 habitants i estimada el 2007 de 3.941.529 habitants.

### Divisions administratives

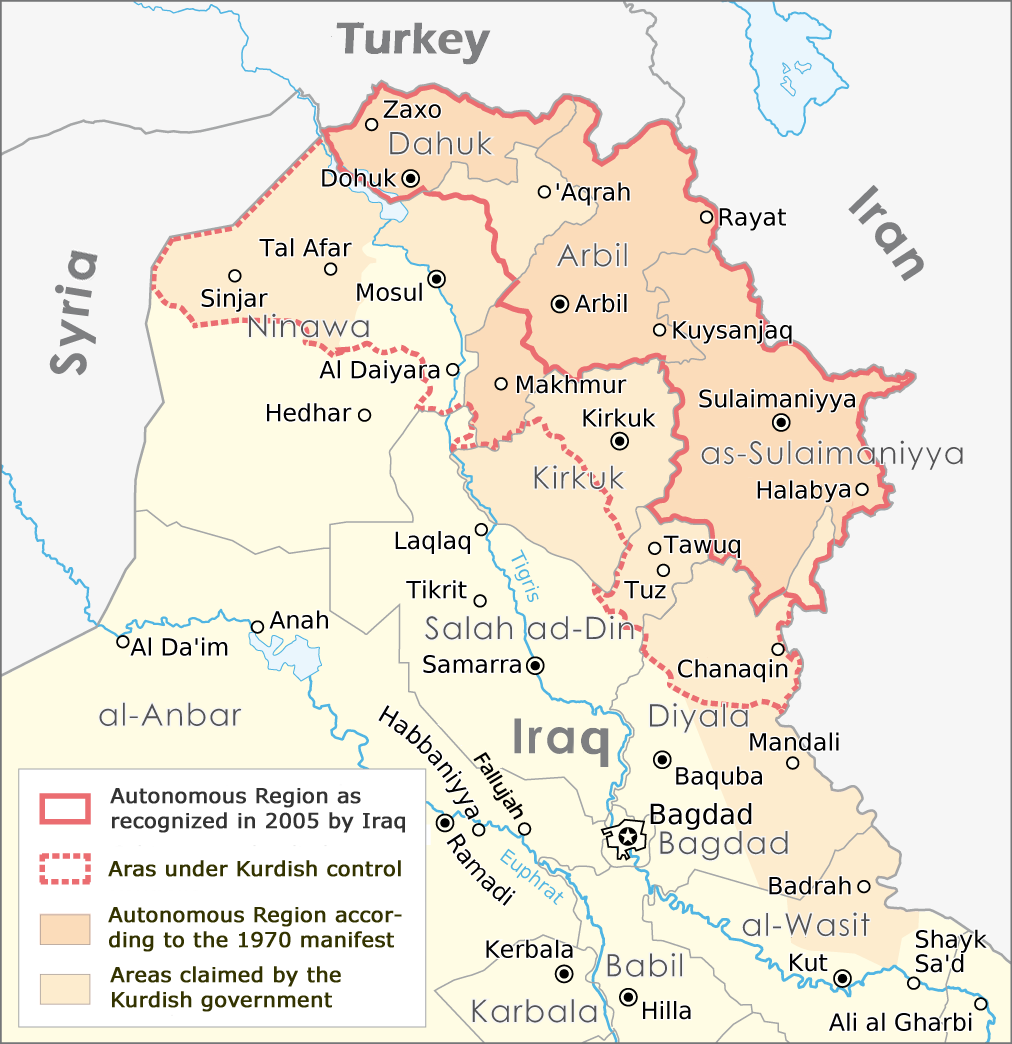
La regió i les governacions

La Regió del Kurdistan està dividida en tres governacions (en kurd Parêzge): Duhok, Erbil i Sulaymaniyya, Cada governació està dividida en districtes fins a un total de 26, i cada districte està dividit en subdistrictes amb un "Centre de Districte" (població central de l'entitat). Tanmateix, el Govern Regional del Kurdistan té sota el seu control a una part (3/5 parts) de la governació de Niniveh (sense la capital Mossul), la meitat de la governació de Kirkuk (incloent la capital Kirkuk), i petites parts de les governacions de Salah ed-Din i de Diyala. A Kirkuk s'ha de celebrar un referèndum per decidir si s'integra al Kurdistan.

## Història
Aquest territori pertanyé a l'Imperi Otomà i formava a grans trets el valiyat de Mossul. El 1918 va ser ocupat pels britànics que va rebre el mandat de la Societat de Nacions. Per dues vegades Sulaymani Mahmud Barzanji (1880-1956) va ser virtualment independent, la primera el 1919 i la segona del 1922 al 1924, amb el regne del Kurdistan.
El 1925 la Societat de Nacions va decidir incorporar el mandat al regne de l'Iraq. El govern iraquià va començar a retirar als funcionaris kurds per posar-hi àrabs, va suprimir l'ensenyament de la llengua kurda a les regions kurdes, i altres mesures, fins que va esclatar la revolta general en ocasió d'una manifestació a Sulaymaniyya quan els soldats àrabs van disparar sobre els civils kurds (6 de setembre de 1930). Mahmud Barzandji, que encara romania a les muntanyes, va agafar la direcció del moviment i l'exèrcit iraquià no va poder dominar la situació (setembre de 1930 a abril de 1931) i va demanar l'ajut britànic que va enviar avions de la Royal Air Force. Mahmud fou capturat i enviat en residència vigilada a Bagdad.
El 1931 el xeic Ahmed Barzani va iniciar una disputa amb un xeic veí i els enfrontaments també van fer necessària la intervenció de la RAF. El 1933-1934 hi va haver un nou aixecament kurd dirigit per Ahmed Barzani i el seu germà Molla Mustafà Barzani, que foren posats sota residència vigilada a Kirkuk i després a Sulaymaniyya.
El 1943 Molla Mustafà Barzani, en veure la mala situació social de fam i necessitat del seu poble, es va escapar de Sulaymaniyya cap a Barzan, acompanyat del xeic Latif, fill de Mahmud, i va proclamar la revolta. Un kurd del govern iraquià, Madjid Mustafà (ministre d'estat) va poder apaivagar els ànims, i Barzani es va sotmetre a canvi d'aprovisionar els districtes kurds, el restabliment dels funcionaris kurds apartats i l'obertura d'escoles i hospitals al Kurdistan. Nuri Said, primer ministre iraquià va acceptar les condicions (entre elles la que preveia una província única per tots els territoris kurds) però mai foren implementades per la negativa del regent Abd al-Ilah i la primavera del 1945 la revolta es va reprendre aquesta vegada amb més força que abans. Els kurds van aconseguir algunes victòries espectaculars i l'exèrcit iraquià fou humiliat, i altre cop va haver d'intervenir la RAF. Al final d'agost, després de forts bombardejos, la revolta es va acabar.
El 1946 es va fundar el Partit Democràtic del Kurdistan i es van publicar dos butlletins: Azadi (Llibertat) i Rizgari (Alliberament). El partit era d'orientació progressista. En els següents anys Sulaymaniyya va ser un focus de cultura kurda.
El 14 de juliol de 1958 es proclamava la república a l'Iraq. Els kurds havien participat en l'enderrocament del règim, i la constitució provisional proclamava que àrabs i kurds estaven associats en la nació; els drets nacionals quedaven garantits dins l'estat iraquià. El general Abd al-Karim Qasim va autoritzar el retorn de Mustafà Barzani que s'havia refugiat a la Unió Soviètica (2 de setembre de 1958), sent molt ben acollit el 7 d'octubre de 1958. Altres companys d'exili van retornar l'abril de 1959. Mustafà va rebre una casa a Bagdad i una guàrdia personal i fou el conseller de Kasim per algun temps. El Partit Democràtic del Kurdistan, esdevingut legal de facto, va publicar llavors el diari Xebat (la Lluita) i en van seguir altres en llengua kurda.

## Revolució nacional
Quan la situació es va refredar i el règim no va complir les promeses, els kurds es van revoltar el 9 de setembre de 1961, en una autèntica revolució nacional de totes les classes socials; la resposta fou el bloqueig, bombardejos, massius incloent de napalm, incendi de pobles i collites, matances de dones, vells i nens; tot i així el març del 1962 els kurds ja dominaven tot el nord de l'Iraq excepte les grans ciutats on hi havia forces del govern, les quals estaven virtualment assetjades. Les pèrdues de l'exèrcit van fer la guerra impopular; els soldats desertaven; l'economia s'ensorrava. Es va organitzar un cop d'estat i els kurds en foren informats; el 8 de febrer de 1968 Qasim era enderrocat i mort.

### Primer alto el foc
El 9 de febrer els kurds van declarar l'alto el foc. El partit Baas agafava el poder. Quan els kurds van demanar el compliment dels pactes, la qüestió es va demorar; es van iniciar converses i el 24 d'abril de 1963 els kurds van presentar el memoràndum de peticions; quan el govern baasista es va veure consolidat va empresonar als parlamentaris kurds, i va llançar un ultimàtum de rendició el 10 de juny de 1963 i el mateix dia, sense esperar resposta, va iniciar operacions amb una violència augmentada. Com que en aquestos mesos el Baas també havia pres el poder a Damasc, els sirians van ajudar els baasistes iraquians amb avions i la brigada Yarmuk; els kurds els van fer diverses emboscades per eliminar a aquesta i altres, van ocupar posicions militars i combois d'armament i van fer centenars de presoners. L'exèrcit iraquià derrotat i humiliat, va deixar pas a la Guàrdia Nacional, creada pels baasistes i especialitzada en atrocitats especialment contra els comunistes. Un nou cop d'estat va apartar del poder el Baas i va donar el poder al general Abd al-Salam Aref (18 de novembre de 1963) que fins aleshores era president sense autoritat efectiva, però les accions militars van continuar. Les crides dels kurds a la Creu Roja i al Papa no van ser escoltades.

### Segon alto el foc, primer embrió d'autonomia
El 10 de febrer de 1964 el mariscal Aref va negociar un alto el foc que Barzani va acceptar sense ni consultar al buró polític del partit. Mercès a periodistes occidentals els kurds van donar a conèixer al món el seu sofriment i la vertadera situació, i aprofitant la treva es van poder abastir de queviures i armament. El govern deixava passar el temps sense fer res, esperant que els kurds no voldrien reprendre la guerra. El 10 de maig de 1964 el govern iraquià reconeixia explícitament els drets nacionals kurds establerts per la constitució provisional de 1958, però amb això sol els kurds no es van desarmar.
De l'1 al 7 de juliol de 1964 es va celebrar el VI Congrés del Partit Democràtic del Kurdistan; el partit no estava d'acord amb l'alto el foc i va acusar Barzani de trair els objectiu del moviment; el VI Congrés va expulsar del partit a 14 dels 17 membres del buró polític entre els quals Ibrahim Ahmad i Jalal Talabani, tots els quals es van refugiar a l'Iran. Fins i tot hi va haver un enfrontament amb sang a Mawat entre partidaris de Barzani i d'altres dirigents del partit (17 de juliol). Tres mesos després es va fer la reunió de l'Estat Major General de la Revolució (9 a 10 d'octubre de 1964) i es va proclamar una constitució (17 d'octubre de 1964) amb la que els kurds van decidir organitzar la seva autonomia interna. Van nomenar funcionaris administratius a tots els nivells, van cobrar impostos i taxes, van crear tribunals de justícia i van entrenar acuradament les seves tropes a les que van equipar el millor possible.

### Acord d'autonomia
El 4 de març de 1965 el govern iniciava l'ofensiva de primavera amb totes les forces (artilleria, infanteria, aviació, blindats, sota comandament del general Abd al-Rahman Aref, germà del president, i encara que entre març i maig va tenir alguns èxits locals menors, després (juny a setembre) es va empantanegar en combats sagnants a la cadena de Safin; els iraquians van utilitzar gasos tòxics; la vila de Pendjwin fou ocupada després d'un fort ús de l'artilleria que la va destruir. Els iraquians tot i haver tingut ajut d'Egipte, van patir moltes baixes (4194 morts, 2201 ferits, 12 tancs destruïts i 5 avions abatuts). Una nova campanya militar a l'hivern (22 de desembre de 1965 a final de febrer de 1966) va donar nous combats sagnants. L'1 de gener de 1966 Barzani va enviar un memoràndum a l'ONU sense cap resposta.
El 13 d'abril de 1966 el mariscal Aref moria en un accident d'helicòpter i el succeïa el seu germà Abd al-Rahman Aref. El mateix dia començava una nova ofensiva (13 d'abril a 15 de juny) de la qual la principal batalla fou la de Rawanduz o Hendrin anomenat "la Verdun kurda" en què els iraquians foren derrotats tot i la utilització de tots els mitjans i de napalm, perdent 1056 homes (i 476 ferits) i a més els 600 mercenaris anomenats "Cavallers de Saladí" foren aniquilats, mentre els kurds només van tenir 38 morts i 85 ferits. El govern va proclamar la "victòria" però el 15 de juny va demanar un alto el foc que va signar el primer ministre Bazzaz (+ 1973) el 29 de juny de 1966. Unes clàusules secretes reconeixien l'autonomia dels kurds. Però l'estat major iraquià s'oposava a l'acord Bazzaz. El president Aref va visitar Kurdistan i es va entrevistar amb Barzani (28 d'octubre). Altre cop va passar el temps sense cap actuació i els kurds es mantenien autònoms de fet.
La guerra dels sis dies amb Israel (5 a 11 de juny de 1967) va tenir el seu efecte en diversos països àrabs. El 17 de juliol de 1967 un cop d'estat a Bagdad deposava a Aref i portava al poder al general Hassan al-Bakr; un segon cop el 30 de juliol de 1968 va arrabassar a al-Bakr tots els poders i restablia la dictadura baasista i la Guàrdia Nacional. mentre els kurds, autònoms de facto, feien un gran esforç en matèria educativa i sanitària, obrint el 1968 unes 300 escoles. Però el govern flirtejava amb els kurds dissidents, creava una universitat àrab a Sulaymaniyya i una nova liwa (província) de Duhok, i preparava un nou enfrontament.

### Acord d'autonomia de Nawperdan

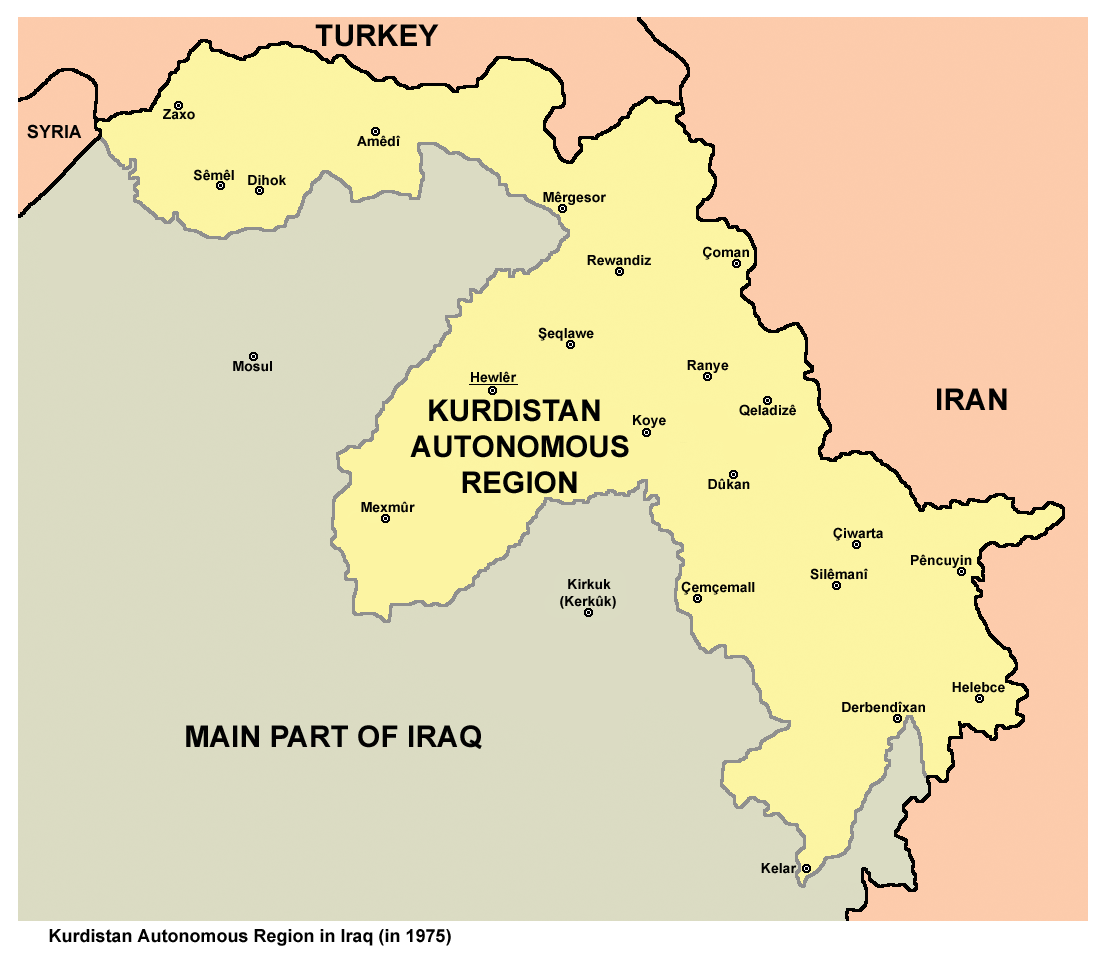
Mapa de la Regió Autònoma del Kurdistan, el 1975

L'abril de 1969 van començar les hostilitats a Khoy-Sandjak; els iraquians foren expulsats de Kala-Diza, Pendjwin i Čwarta i només van poder atacar a la població civil a les planes d'Arbil, Halabdja i Bahdinan, tirant napalsm i acid sulfuric a les collites. El 17 de juliol el còlera es va declarar a Kila-Diza. A l'agost es va produir la matança de Dakan a la comarca del Shaykhan. El gener de 1970 quedava clar que l'ofensiva iraquiana estava aturada de fet des de setembre i efectivament des del desembre i es donava la xifra de 151 avions abatuts en sis mesos. Així el gener el partit Baas va iniciar converses amb Barzani; una delegació kurda presidida per Mahmud Uthman va anar a Bagdad i l'11 de març de 1970 es va arribar a un acord en 15 punts que fou signat a Nawperdan (Kurdistan) que posava fi a la guerra i acordava una autonomia interna al Kurdistan i la vicepresidència de la república; la llengua kurda esdevenia segona llengua oficial de l'Iraq; cinc kurds eren nomenats ministres i es declarava una amnistia general pels fets, afectant als dos costats.
Les situació va millorar per un temps, però el 29 de setembre de 1971 Molla Mustafà Barzani fou objecte d'un atemptat que va fallar; a l'estiu de 1972 hi va haver disturbis a Sindjar; i la qüestió de Kirkuk va enverinar les relacions: l'extensió del territori afectat per l'autonomia quedava posposat a un cens que s'havia de fer. Com que segurament haguera donat una majoria kurda a Kirkuk, als camps de petroli propers i a la zona secundària petrolífera de Khanaqin al sud de Sulaymaniyah (kurd: Sîlemanî) el cens es va demorar. El 14 de juny de 1972 la Iraq Petroleum Company (IPC) fou nacionalitzada. El cap kurd Molla Mustafà Barzani va reclamar formalment Kirkuk i els camps de petroli el 1973 i això fou considerada pel govern iraquià com una declaració de guerra i el març de 1974 el govern va declarar unilateralment una autonomia que disminuïa els drets kurds i n'excloïa expressament Kirkuk i la seva regió (fixant els límits segons el cens de 1957 quan els kurds no es podien declarar com a tals per por de represàlies) així com els camps de Khanaqin and Shingal/Sindjar. El règim iraquià va fer al mateix temps una reforma administrativa en què les setze províncies (governacions) del país van canviar el nom i en alguns casos els seus límits. L'antiga governació de Kirkuk fou dividida en dos, l'àrea a l'entorn de la ciutat fou anomenada governació d'al-Tamim (التأميم "nacionalització") i els seus límits alterats per obtenir la majoria àrab.
El 1972 els baasistes havien firmat un tractat d'amistat i cooperació amb la Unió Soviètica, i el 1974 reprenien la guerra contra els kurds. El març de 1975, Iraq i Iran van signar l'acord d'Alger, pel qual a canvi de certs drets al Shatt al-Arab i altres punts de la frontera, Iran deixava de subministrar materials als kurds iraquians. Sense cap suport militar Barzani va haver de retirar-se a l'Iraq amb els seus seguidors; altres es van rendir en massa a l'exèrcit, i la revolta kurda es va acabar en pocs dies. Després de 15 anys l'Iraq tornava a controlar el Kurdistan. Iraq va iniciar llavors el programa d'arabització (taarib) que va expulsar de casa seva almenys dos-cents mil kurds (uns 500.000 segons els kurds) entre 1975 i 1978, així com als assiris de Kirkuk i altres pobles de la regió, que van haver d'emigrar a les províncies del nord i al seu lloc hi van ser enviats àrabs, en el procés anomenat arabització (taarib). Els turcmans van donar suport al govern. Quan el 1977 es va fer el cens previst el 1970, l'acord d'autonomia ja estava mort. Els enfrontaments entre els peixmergues (milicians) resistents i l'exèrcit es van reprendre el 1977. Entre 1978 i 1979 uns 600 pobles kurds foren cremats o destruïts.

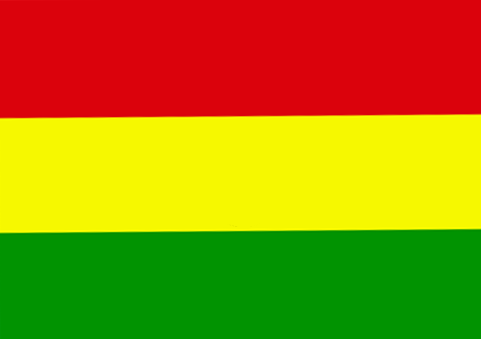
Bandera kurda utilitzada per la Unió Patriòtica del Kurdistan del 1975 al 1992. Adoptada com a bandera nacional del Kurdistan pel Parlament a l'Exili (amb majoria de kurds del nord).

La guerra Iran–Iraq es va iniciar el 1980; les mesures contra els kurds van encendre altre cop la guerra civil al Kurdistan. El règim de Saddam Hussein va utilitzar armament químic des de 1982. La campanya anomenada al-Anfal fou un genocidi sistemàtic dels kurds. La segona onada va començar el 29 de març de 1987 i va durar fins a l'abril de 1989. Els iraquians van destruir molts pobles, i van fer diverses massacres, sent la més coneguda la matança d'Halabdja amb productes químics (16-17 de març de 1988 amb 5000 morts i 11000 ferits). Els morts civils totals per efectes de les armes químiques foren milers (uns 50.000). La ciutat de Kala-Diza o Qala Dizeh (70.000 habitants) fou totalment destruïda per l'exèrcit iraquià. Segons els kurds els morts totals en totes les campanyes foren més de 182.000.
El govern iraquià va mantenir una assemblea legislativa del Kurdistan autònom, amb Arbil com a capital, amb una autonomia formada per les províncies d'Erbil, Dahuk i Sulaymaniyya. Com que Iraq era pràcticament un estat amb sistema de partit únic, l'assemblea era un reflex d'aquest partit; l'autoritat kurda era designada per Bagdad i el sistema multi partidista no tenia vigència tampoc al Kurdistan.

### Govern autònom sota control del Baas
- Hashim Hassan al-Aqrawi 1974 - 1980 (dissident del Partit Democràtic del Kurdistan)
- Mohammed Amin Mohammed 1980 - 1991

### Caiguda del govern autònom iraquià i independència de fet
Al final de la primera Guerra del Golf el 1991 els kurds es van revoltar una vegada més. Després d'una sèrie continuada d'èxits militars incloent la conquesta de Kirkuk, el contraatac iraquià amb tots els mitjans va foragitar als kurds de les ciutats que havien ocupat i va provocar un èxode de 800.000 kurds cap a les muntanyes; la situació extrema d'aquestos refugiats va commoure al món i les Nacions Unides van aprovar una resolució (688) establint una zona de seguretat amb exclusió de vols iraquians vigilada per avions britànics i americans (Operació "Provide Comfort"); la zona fixava com a límit un paral·lel que deixava fora Sulaymaniyya, Kirkuk i altres ciutats importants amb molta població kurda. Els xocs entre els peixmergues (milícians) kurds i l'exèrcit iraquià a terra continuaven i quan els iraquians van aconseguir un cert equilibri de poder, van retirar el seu personal militar i administratiu de la zona d'exclusió (octubre de 1991) permetent de fet un funcionament independent del Kurdistan del Sud. Els iraquians però van imposar un bloqueig econòmic total a la regió reduint els subministraments de petroli i aliments. Els kurds patien a més l'embargament decretat contra l'Iraq per les Nacions Unides. De moment van agafar el poder els dos partits kurds principals, el Partit Democràtic del Kurdistan (PDK o DPK), i la Unió Patriòtica del Kurdistan (UPK o PUK), que van formar un govern provisional conjunt, i es van organitzar eleccions pel 19 de maig de 1992. El mínim per obtenir representació era el 7% i només els dos partits van aconseguir escons: el PDK amb el 45% va obtenir 51 escons i la UPK amb el 44% en va obtenir 49, però davant les impugnacions per frau, els dos partits van acordar repartir-se els escons a 50 i 50 i van formar un govern d'unitat presidit i dirigit alternativament per la UPK i el PDK (començant per la primera); la situació no va durar i van esclatar els conflictes entre els dos partits pel control de les rutes, el comerç i els recursos. Després d'intents de negociar una unió, el setembre de 1993 el conflicte va anar a més i entre 1994 i 1996 es va produir una guerra oberta. El 1994 el territori quedava dividit entre els dos partits. El 1996 el Parlament va celebrar la darrera reunió i el 31 d'agost de 1996 es van crear de facto dos estats kurds: el Kurdistan de Silemani controlat per la UPK i el Kurdistan de Hewler, controlat pel PDK, considerant-se ambdós legítims governants; aquesta situació va refredar el conflicte.

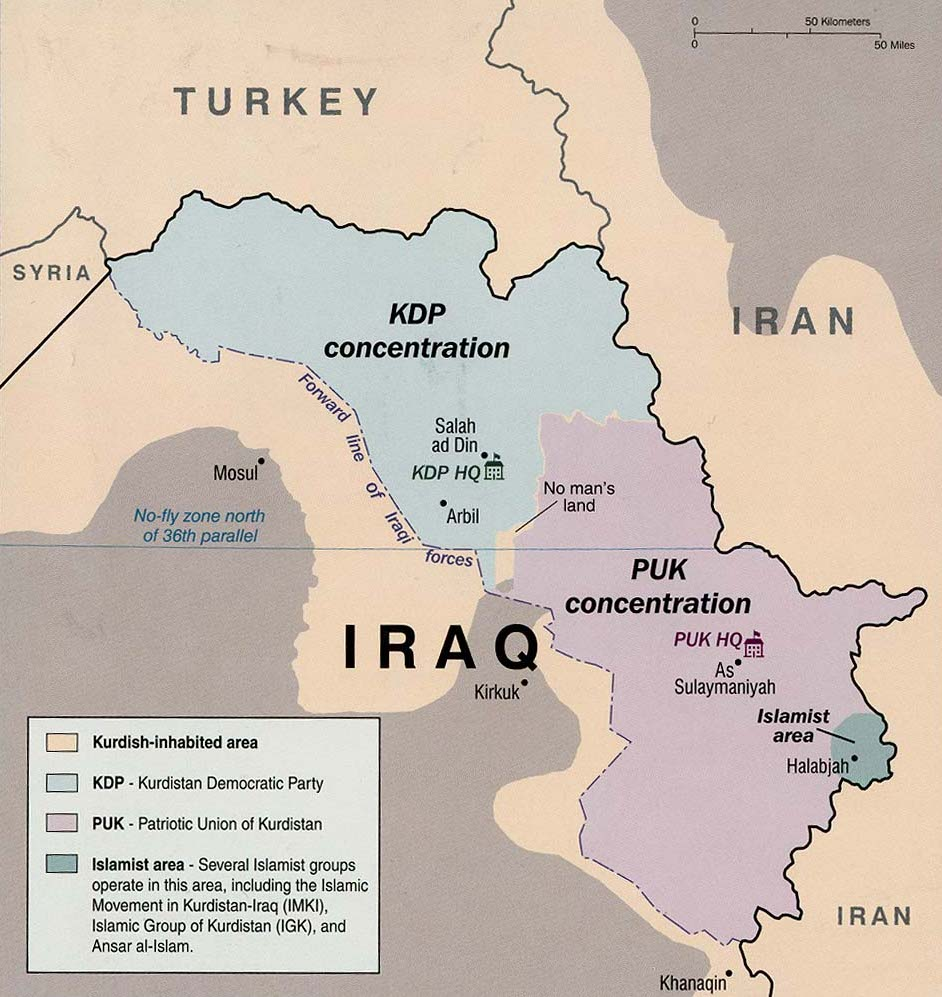
Els dos Kurdistans

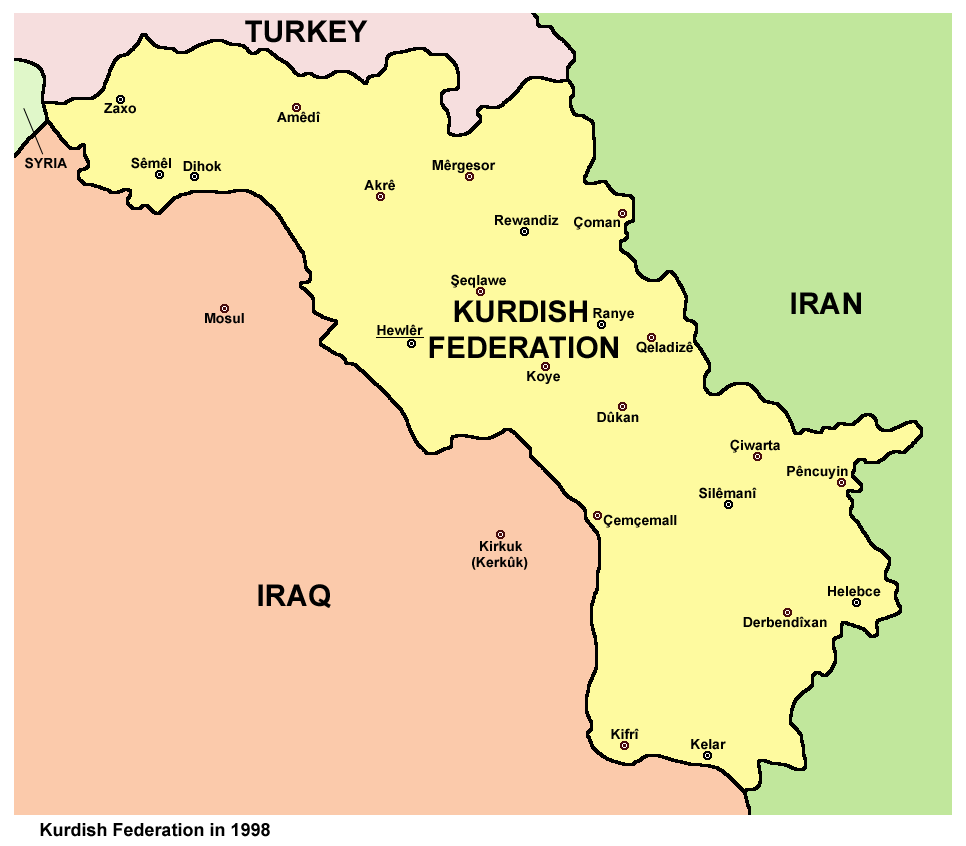
Mapa de la Federació Kurda el 1998

Després de 1996 el 13% de les vendes de petroli iraquianes foren pagades al govern regional i això va portar la prosperitat a la regió. Una ruta d'estraperlo a través de l'autonomia (la zona controlada pel PDK) fou establerta pel mateix Saddam Hussein amb la col·laboració de membres de la família Barzani. Els drets de pas duaners del petroli des de l'Iraq a Kurdistan i d'aquest a Turquia suposava milions de dòlars pels que controlaven Dohuk i Zakho. El programa "Petroli per aliments" establert el 1997 que permetia a Saddam exportar petroli a canvi de productes de primera necessitat, va fer disminuir l'estraperlo i va atenuar el conflicte entre els dos partits. El setembre de 1998 el govern americà va imposar un alto el foc definitiu als dos contendents (Acord de Washington).
A la segona guerra del Golf els kurds es van unir als americans que envaïen Iraq (primavera del 2003). Els Estats Units van fer tot el possible per aconseguir la unitat dels dos grans partits kurds i això fou la finalitat principal de les eleccions que es van organitzar pel 2005 que havien de ser les que establirien el govern de la regió sobre les noves bases constitucionals de l'Iraq.

### Govern de la Regió del Kurdistan

#### Govern provisional
- Jalal Talabani 1991-1992 (Unió Patriòtica del Kurdistan)
- Masud Mustafà Barzani 1991-1992 (Partit Democràtic del Kurdistan)

#### Govern de unitat
- Jalal Talabani 1992-1996 (Unió Patriòtica del Kurdistan)
- Masud Mustafa Barzani 1992-1996 (Partit Democràtic del Kurdistan)

#### Kurdistan Silemani
- Jalal Talabani 1996-2005 (Unió Patriòtica del Kurdistan)

#### Kurdistan Hewler
- Masud Mustafa Barzani 1996-2005 (Partit Democràtic del Kurdistan)

#### Govern regional
Masud Mustafa Barzani 14 de juny de 2005 -

#### Govern d'unitat
- Fuad Masum 1992-1993 (Unió Patriòtica del Kurdistan)
- Kosrat Rasul Ali 1993-1996 (Unió Patriòtica del Kurdistan)

##### A Silemani
- Kosrat Rasul Ali 1996-2001 (Unió Patriòtica del Kurdistan)
- Barham Salih 2001-2004 (Unió Patriòtica del Kurdistan)
- Umar Fattah (interí) 2004-1006

##### A Hewler
- Rowsch Shaways 1996-1999 (Partit Democràtic del Kurdistan)
- Nechervan Idris Barzani 1999 - 2006 (Partit Democràtic del Kurdistan)

##### Govern regional
- Nechervan Idris Barzani 2006 - 2009 (Partit Democràtic del Kurdistan)
- Barham Salih 2009 - (Unió Patriòtica del Kurdistan)

### El govern als darrers anys

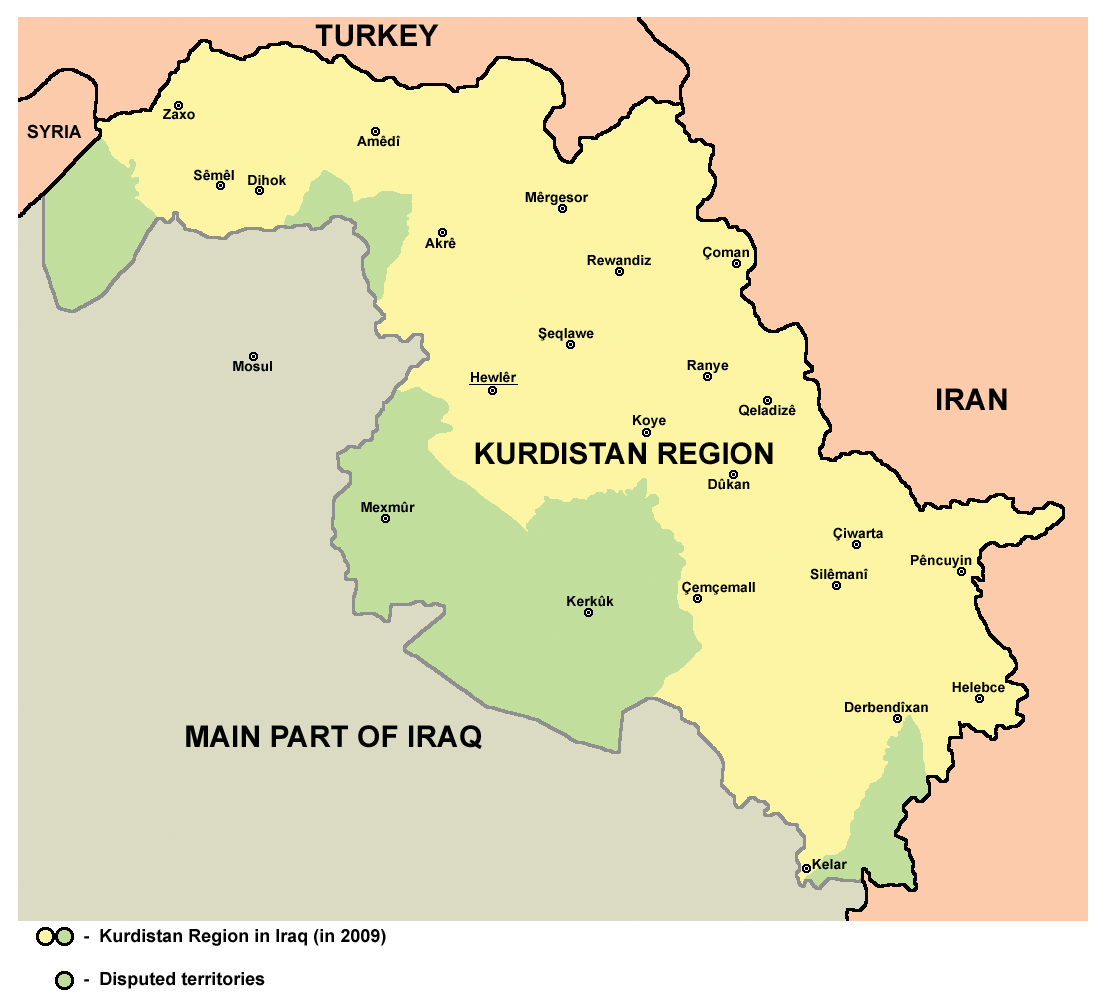
La Regió del Kurdistan el 2009

El 2004 els dos partits van acordar crear una llista unificada, l'Aliança Democràtica Patriòtica del Kurdistan, que va participar en les eleccions legislatives de 30 de gener de 2005. La llista conjunta obtenia el 89,5% i 104 escons (de 111); el Grup Islàmic Komal del Kurdistan el 4,86% i 6 escons; i el Partit dels Obrers del Kurdistan l'1,17% i 1 diputat.
El mateix dia es van fer eleccions a les governacions (123 escons) i la UPK va obtenir el 43,5% (48 escons) i el PDK el 42% (però 61 escons). La Unió Islàmica del Kurdistan va aconseguir un 7,5% i 10 escons i altres el 6,94% i 4 escons. Per governacions la UPK arrasava a Silemani i el PDK aconseguia una àmplia majoria a Dohak i Hewler.
Masud Barzani pel seu costat fou elegit president del Govern Regional del Kurdistan però sense vot popular directe.
L'Aliança Democràtica Patriòtica del Kurdistan va participar també a les eleccions legislatives de l'Iraq el mateix 30 de gener del 2005, i va obtenir 75 diputats (25,73%) més 2 del Grup Islàmic del Kurdistan. El 7 d'abril Jalal Talabani de l'UPK prenia possessió com a president de l'Iraq. A les eleccions legislatives iraquianes que van haver de fer uns mesos després (15 de desembre de 2005) l'Aliança va baixar a 53 diputats i 21,7% dels vots; la Unió Islàmica del Kurdistan que es presentava per primer cop com a llista va rebre 1,3% dels vots i 5 diputats.
Els conflictes principals han estat amb Turquia especialment el febrer de 1998 quan va emprendre una operació militar perseguint membres del Partit dels Treballadors del Kurdistan (que opera només a Turquia), però posteriorment les relacions van millorar.
Cada quatre anys se celebren eleccions legislatives a Kurdistan, les darreres el 25 de juliol de 2009. La principal força fou la Llista del Kurdistan amb els dos principals partits, que va guanyar 59 escons. La llista Gorran (Canvi) va obtenir 25 escons; la Llista Reforma (4 partits) va obtenir 13 escons; el Moviment Islàmic va obtenir 2 escons i 11 escons foren per les minories: 5 els turcmans, 5 pels assiris i 1 pels armenis.
A l'elecció presidencial (el mateix dia 25 de juliol de 2009) Masud Barzani va aconseguir ara per vot popular un segon mandat pel 69,6% dels vots però Kamal Miraudeli (un desconegut filòsof liberal) va aconseguir el 25,3%. També cada quatre anys es fan eleccions als consells de governs provincials (cadascun amb 41 membres), les darrers corresponien el 2009 (es van ajornar).
El 7 de març de 2010 a les eleccions legislatives iraquianes la Llista kurda va obtenir el 14,59% i 43 diputats però va entrar el Moviment pel Canvi amb el 4,13% i 8 diputats; la Unió Islàmica del Kurdistan va aconseguir el 2,12% i 4 escons i el Grup Islàmic del Kurdistan l'1,32% i 2 escons. Amb la llista pel canvi dissolta, en les eleccions regionals iraquianes de 2013 les va guanyar el Partit Democràtic del Kurdistan amb 38 escons seguit pel Moviment pel Canvi amb 24 escons i la Unió Patriòtica del Kurdistan amb 18 escons. i el govern de Coalició va continuar, encapçalat per Masoud Barzani, 
Després del Referèndum sobre la independència del Kurdistan iraquià de 2017, el primer ministre de l'Iraq, Haider al-Abadi va demanar "cancel·lar" el resultat del referèndum i va demanar iniciar un diàleg dins "el marc de la constitució". Les forces iraquianes i les Forces de Movilització Popular assaltaren la ciutat de Kirkuk i la seva província el 15 d'octubre de 2017. Davant la negativa de la coalició internacional d'intervenir, els Peixmerga van retirar-se, i el 18 d'octubre de 2017, la presa de Mossul i altres territoris circumdants van caure en mans de l'exèrcit iraquià, i Barzani va dimitir l'1 de novembre

## Partits polítics
La Regió del Kurdistan té concedides 25 llicències de partits; altres 22 (o 21) partits han demanat llicència i no se'ls ha concedit almenys de moment. La següent llista inclou el nom del que va demanar la llicència, que en alguns casos ja no dirigeix el partit:
1. Partit Democràtic del Kurdistan (Parti Demokrati Kurdistan), de Masud Barzani
2. Partit Comunista del Kurdistan (Hizbi Komonisti Kurdistan), de Kamal Shakir
3. Partit de Salvació del Kurdistan (Hizbi Rizgari Kurdistan), de Zed Mahmud
4. Partit Socialista Democràtic del Kurdistan (Hizbi Soshyalisti Demokrati Kurdistan) de Hamay Haji-Mahmud
5. Partit dels Obrers del Kurdistan (Hizbi Zehmatkeshani Kurdistan), de Qadir Aziz
6. Unió Patriòtica del Kurdistan (Yaketi Nishtimani Kurdistan), de Jalal Talabani.
7. Moviment Popular Democràtic del Kurdistan (Bzutnewey Demokrati Geli Kurdistan) de Khidr Rusii
8. Moviment de Defensors de la Democràcia al Kurdistan (Bzutnewey Demokratik Hwazani Kurdistan) de Bahaddi Nuri
9. Partit dels Treballadors i Obrers del Kurdistan (Parti Krekaran w Ranjdarani Kurdistan), de Bapir Kamala
10. Unió Nacional Democràtica del Kurdistan (Eketi Neteweyi Demokrati Kurdistan (YNDK)) és un moviment polític fundat el març de 1996 a Irbil per Ghafur Makhmuri, i que propugna la independència del Gran Kurdistan. Depenia del Partit dels Treballadors del Kurdistan (Turquia), però els dirigents es van acabar girant en contra d'aquest. En la guerra civil kurda de 1994 a 1998 el partit es va dividir en dues faccions una favorable a cada bàndol. La facció partidària de la Unió Patriòtica del Kurdistan va desaparèixer i els seus principals caps van morir assassinats. Entre 1998 i 2003 s'estimava que tenia només un 100 militants armats. Posteriorment, el 2005, va integrar l'Aliança Democràtica Patriòtica del Kurdistan i va obtenir un escó al Parlament regional. Va anar amb la mateix llista a les eleccions iraquianes del 2005 (gener i desembre), i formà llista pròpia a les regionals del 25 de juliol de 2009, obtenint només 1700 vots; va anar a la Llista del Kurdistan en les parlamentàries de l'Iraq del 2010.[7]
11. Moviment Islàmic del Kurdistan (Bzutnewey Islami Kurdistan), de Mala Ali Abdlaziz
12. Unió Islàmica del Kurdistan (Yekgrtuy Islami Kurdistan), de Salahaddin Bahaaddin
13. Moviment Islàmic de la Nació Kurda (Bzutnewey Islami Nataway Kurd), de M. Nihad[8]
14. Partit Conservador del Kurdistan (Parti Parezgarani Kurdistan), d'Omar Agah Surchi/
15. Partit d'Acció per la Independència del Kurdistan (Hizbi Kari Serbekhoyi Kurdistan), de Rostam Halaq
16. Partit Democràtic Turcman Iraquià o dels Turcmans del Kurdistan (Hizbi Dimokrati Turkomani I’raq), de Dilsahd Chawashli.
17. Partit de la Unió dels Turcmans Iraquians (Parti Yaketi Turkomani I’raq), de Sayfaddin Damirchi
18. Partit de Salvació Nacional Turcman (Parti Rizgari Nataway Turcman), de Sherzan U’zer Aghali
19. Partit de la Germanor dels Turcmans (Parti Brayeti Turkoman), de Walid Sharika
20. Moviment Reformista Turcman a la Regió del Kurdistan (Bzutnewey Chaksazi, Turkoman le heremi Kurdistan) d'Abdalqadir Bazirgan
21. Moviment Democràtic Turcman del Kurdistan (Bzutnewey Dimokrati, Turkoman le Kurdistan) de Karkhi Najmaddin Alti barmagh[8]
22. Moviment Democràtic Assiri (Bzutnewey Dimokrati Ashuri), de Yonadim Yusif Kanna
23. Partit Democràtic de Bet Nahrain (Parti Bet Nahrayn), de Romeo Hakari
24. Partit de la Unió Democràtica Caldea (Parti Yaketi Dimokrati Kaldan), d'Ibilh'd Afram Sawa
25. Partit Nacional Assiri (Parti Nishtimani Ashuri), Namrud Betu Yokhanna[9]

Partits sense llicència
1. Partit de la Solució Democràtica del Kurdistan (Parti Charasari Dimokrati Kurdistan)
2. Partit de la Independència del Kurdistan o Partit del Kurdistan Independent (Parti Serbekhoyi Kurdistan)
3. Partit Progressista Popular Democràtic del Kurdistan (Parti Peshkewtinxwazi Demokrati Geli Kurdistan)
4. Partit Comunista Treballador-Iraq del Kurdistan (Hizbi Komonisti Kurdstani Krekari- I’eraq)
5. Grup Islamic del Kurdistan (abans Grup Islàmic Komal) (Komaley Islami)
6. Organització del Foc Vermell (Rekkhrawi Agrasura)
7. Tendència Patriòtica del Kurdistan (Rawti Nishtimani Kurdisatn)
8. Partit Republicà del Kurdistan del Sud (Parti Komari Kurdistani Bashur)
9. Congrés de la Llibertat del Kurdistan (Kongrey Azadi Kurdistan)
10. Partit de la Veritat de l'Iraq Truth (Party Rasti I’eraq)
11. Partit Islàmic per l'Iraq (Al-hizb al-Islami lil-I’raq)
12. Moviment per l'Acord Nacional (Hereke al-Wifaq al-Watani)
13. Partit Lliure Nacional Democràtic (Hizb al-Watani al-Demoqrati al-Hur)
14. Congrés Nacional Iraquià (Kongrey Nishtimani I’raq)
15. Moviment Democràtic Ezidi (o Yazidi) (al-Hereke al-Demoqratiyya al-Yezidiyya)
16. Partit de Turkmeneli (Turkmeneli Partisi)
17. Partit de la Unitat dels Turcmans (Hizb al-Wahda al-Turkoman)[10]
18. Unió Islàmica Turcman de l'Iraq (Yeketi Islami Turkomani Iraq)
19. Agrupació de Turcmans Independents (Al-tajammu’ al-Turkomani al-Mustaqil)
20. Moviment del Grup de Siríacs Independent (Hereke Tajammu’ al-Siryani al-Mustaqil)
21. Partit Nacional Assiri (Parti Nishtimani Ashuri), Namrud Betu Yokhanna[11]
22. Partit dels Jueus (Parti Juleke)

## Cultura i Societat

### Llengues
La regió del Kurdistan és un territori multilingüe amb diversos idiomes i dialectes. La majoria de la gent parla la kurd en els seus diversos dialectes. Els dos principals dialectes kurds de la regió són el kurd del centre (sorani) i el kurd del nord (kurmanji). Altres dialectes kurds i llengües parlades a la regió per petites comunitats són el gorani, el kurd del sud, l'àrab, el suret, l'armeni i el turcman.